# Katarzyna Popowa-Zydroń
Ekaterina Katarzyna Popowa-Zydroń (bułg. Екатерина Попова) (ur. 30 kwietnia 1948 w Sofii) – polska pianistka i pedagog pochodzenia bułgarskiego, profesor sztuk muzycznych. Przewodnicząca jury XVII oraz XVIII Międzynarodowego Konkursu Pianistycznego im. Fryderyka Chopina.

## Życiorys
Urodziła się 30 kwietnia 1948 w Sofii (Bułgaria). Ukończyła z wyróżnieniem studia pianistyczne w Akademii Muzycznej w Gdańsku, w klasie fortepianu prof. Zbigniewa Śliwińskiego (1973). Podyplomowe studia odbyła w Hochschule für Musik und darstellende Kunst w Wiedniu w klasie fortepianu prof. Aleksandra Jennera. Uczestniczyła również w kursach mistrzowskich Susanne Rocha, Dietera Riecha i György Sebőka. W 1993 uzyskała tytuł profesora sztuki.

## Sukcesy na konkursach pianistycznych
W latach 70. była laureatką II Ogólnopolskiego Festiwalu Młodych Muzyków, półfinalistką konkursów międzynarodowych w Terni (Włochy), Monachium (1978). W 1975 została półfinalistką IX Międzynarodowego Konkursu Pianistycznego im. Fryderyka Chopina w Warszawie, gdzie otrzymała wyróżnienie. Tam też uznano ją za najciekawszą, po Krystianie Zimermanie, uczestniczkę polskiej ekipy (IV wyróżnienie).

## Praca pedagogiczna
Od 1973 pedagog w Akademii Muzycznej w Gdańsku, a od 1991 również w Akademii Muzycznej w Bydgoszczy, gdzie w latach 1995–1996 kierowała Katedrą Fortepianu. Ponadto opiekuje się młodzieżą uczącą się w średnich szkołach muzycznych w Gdańsku, Gdańsku-Wrzeszczu, Toruniu, Inowrocławiu, Łodzi, Poznaniu, Pile, Koninie, Słupsku, Koszalinie, Elblągu podczas stałych zajęć lub okresowych konsultacji.
Prowadziła kursy i seminaria dla uczniów, studentów i nauczycieli (m.in. kurs dla nauczycieli w Kitakyūshū w Japonii).
Do jej najsławniejszych uczniów należą:
- Rafał Blechacz – zwycięzca XV Międzynarodowego Konkursu im. Fryderyka Chopina w Warszawie
- Katarzyna Borek – pianistka
- Takayuki Hirata – pianista
- Jarred Dunn – zwycięzca VII Międzynarodowego Konkursu im. Fryderyka Chopina w Wilnie
- Krzysztof Herdzin – jazzman
- Paweł Wakarecy – finalista XVI Międzynarodowego Konkursu im. Fryderyka Chopina w Warszawie

## Działalność koncertowa
Występuje z recitalami, koncertami symfonicznymi i kameralnymi w kraju i za granicą. Jej repertuar obejmuje dzieła od kompozytorów barokowych aż po muzykę XX wieku, w tym szczególnie utwory Mozarta, Beethovena, Schuberta, Schumanna, Chopina, Debussy’ego, Bartóka i innych. Brała również udział w prawykonaniach polskiej muzyki współczesnej.

## Działalność jurorska
Wielokrotnie zasiadała w jury konkursów ogólnopolskich. W 2010 zasiadała w jury XVI Międzynarodowego Konkursu Pianistycznego im. Fryderyka Chopina w Warszawie.
22 listopada 2013 odebrała akt powołania na przewodniczącą jury Konkursu Chopinowskiego w 2015 z rąk Ministra Kultury i Dziedzictwa Narodowego Bogdana Zdrojewskiego.

## Życie prywatne
Dwukrotnie zamężna. W latach 1966–1973 była żoną Antoniego Zydronia, malarza, rzeźbiarza, profesora ASP w Poznaniu. Później wyszła za mąż za Waldemara Wojtala, pianistę, pedagoga. Matka Ewy (ur. 1980) oraz Franciszka (ur. 1982).

## Ordery i odznaczenia
- Krzyż Komandorski Orderu Odrodzenia Polski (nadanie 2021[5], wręczenie 2025[6])
- Krzyż Oficerski Orderu Odrodzenia Polski (11 listopada 2005)[7]
- Medal Komisji Edukacji Narodowej (2004)
- Srebrny Medal „Zasłużony Kulturze Gloria Artis” (24 października 2005)[8]
- Medal Księcia Mściwoja II za szczególne osiągnięcia w dziedzinie kultury (1999)[9]
- Medal Jerzego Sulimy-Kamińskiego za wybitne zasługi dla kultury regionu Pomorza i Kujaw (2018)[10]
- Medal Kazimierza Wielkiego za wybitne zasługi dla miasta Bydgoszczy (2011)[11]

## Nagrody i wyróżnienia
- Nagroda Ministra Kultury i Sztuki (1983, 1991, 1996)
- Nagroda Specjalna Ministra Oświaty i Wychowania
- Nagroda Artystyczna Gdańskiego Towarzystwa Przyjaciół Sztuki w dziedzinie muzyki za stworzenie festiwalu muzyki Schuberta i 30-lecie działalności twórczej (2003)[3]
- Nagroda Miasta Gdańska w Dziedzinie Kultury „Splendor Gedanensis” (2005)[12]
- podpis w Bydgoskiej Alei Autografów na ulicy Długiej w Bydgoszczy (2008)[13]
- Nagroda Marszałka Województwa Kujawsko-Pomorskiego za całokształt dokonań (2016)[14]
- nagrody Rektora Akademii Muzycznej w Bydgoszczy

Źródło:.